# Alexis Beka Beka
Alexis Beka Beka (París, 29 de marzo de 2001) es un futbolista francés que juega de centrocampista en el RAAL La Louvière de la Primera División de Bélgica.

## Trayectoria
Comenzó su carrera deportiva en el S. M. Caen en 2019, debutando en la Ligue 2 el 20 de diciembre en un partido frente al Clermont Foot 63.
El 23 de agosto de 2021 fichó por el F. C. Lokomotiv Moscú de la Liga Premier de Rusia, y un año después, el 1 de agosto de 2022, fichó por el O. G. C. Niza de la Ligue 1.
El 16 de agosto de 2024 llegó a un acuerdo para rescindir su contrato con el O. G. C. Niza. Año y medio después, volvió a jugar un partido de fútbol con el S. M. Caen "II" en el Championnat National 3.
Para la temporada 2025-26 se unió al RAAL La Louvière y firmó hasta 2028.

## Selección nacional
Fue internacional sub-17, sub-18 y sub-19 con la selección de fútbol de Francia.
En 2021 disputó los Juegos Olímpicos de Tokio 2020 con su selección.

## Clubes
| Club                  | País    | Año       |
| --------------------- | ------- | --------- |
| S. M. Caen            | Francia | 2019-2021 |
| F. C. Lokomotiv Moscú | Rusia   | 2021-2022 |
| O. G. C. Niza         | Francia | 2022-2024 |
| S. M. Caen "II"       | Francia | 2025      |
| RAAL La Louvière      | Bélgica | 2025-     |